# Konstrukteur
Konstrukteur (zu dt.: Erbauer, Erfinder, Gestalter; nicht mehr gebräuchliche Schreibweise: Konstruktör) ist eine in Deutschland nicht geschützte Berufsbezeichnung.
Als Konstrukteure arbeiten in Deutschland in der Regel Ingenieure oder auch Techniker mit einer dem jeweiligen Fachgebiet entsprechenden Vorbildung. Konstrukteure sind in der Regel in einer Konstruktionsabteilung oder in einem Ingenieurbüro beziehungsweise Planungsbüro tätig. Häufig arbeiten sie auch mit Technischen Zeichnern oder technischen Produktdesignern zusammen oder koordinieren deren Tätigkeit. Die grafische Ausarbeitung der Konstruktion erfolgte früher häufig am Reißbrett und wird heute mit Hilfe von CAD-Systemen am Computer vorgenommen.
Das Auslegen der Bauteile und die Überprüfung der technischen Zeichnung sowie die Festlegung der Toleranzketten und Werkstoffe sind Tätigkeiten, die in der Regel nur einem erfahrenen Konstrukteur oder Ingenieur vorbehalten sind.
Die Ideen des Konstrukteurs führen zuerst zu einem Entwurf, der während der weiteren Tätigkeit immer weiter ausgearbeitet wird. Endergebnis sind Technische Zeichnungen, einschließlich Zusammenbauzeichnungen und Stücklisten, die alle für die Fertigung des Produkts notwendigen Material-, Bearbeitungs-, Maß- und Toleranz-Angaben enthalten. Dabei sind neben genauen Rechen- und Prüfverfahren oft auch ungewöhnliche, intuitive oder grafische Vorgangsweisen hilfreich.
Berührungspunkte und Überschneidungen gibt es zum Tätigkeitsfeld des Produktgestalters (Designers). Der Schwerpunkt der Arbeit eines Produktgestalters liegt jedoch mehr im ästhetisch-künstlerischen Bereich.
Ergonomische Anforderungen können von beiden bearbeitet werden. Bei Produkten für den allgemeinen Gebrauch (zum Beispiel Produkte der Unterhaltungselektronik, der Haushaltstechnik und der Fototechnik) ist das Design wesentlich am Erfolg beteiligt.
Fast alle industriell produzierten Gegenstände in unserer Umwelt werden von Konstrukteuren erdacht oder zumindest aus vagen Ideen anderer der Realisierung zugeführt. Die Schwerpunkte sind: Physik, Mathematik und Geometrie.

## Geprüfter Konstrukteur
Die Fortbildung zum geprüften Konstrukteur ist ein in Deutschland anerkannter beruflicher Abschluss nach dem Berufsbildungsgesetz (BBiG) und wie z. B. der Techniker dem DQR 6 zugeordnet. Die Aufgabe besteht darin, Ideen, Überlegungen, Prinzipien, Berechnungen und Fertigungsverfahren auf Grundlage bekannter Standards zu entwickeln, welche die Funktion und die Herstellung eines technischen Produkts (einer Maschine oder eines Bauwerks) ermöglichen.
Fachrichtungen
- Maschinen- und Anlagentechnik
- Stahl- und Metallbautechnik
- Heizungs-, Klima- und Sanitärtechnik
- Holztechnik
- Elektrotechnik: Elektrokonstrukteur
- Werkzeugbau
- Metallbautechnik

Voraussetzung für die Prüfung als Geprüfter Konstrukteur vor der zuständigen Stelle ist:
- eine mit Erfolg abgelegte Abschlussprüfung zum Technischen Systemplaner, Technischen Produktdesigner bzw. Technischen Zeichner oder in einem anerkannten Ausbildungsberuf nach dem Berufsbildungsgesetz oder der Handwerksordnung, welcher den Metall-, Elektro- oder Holzberufen zuzuordnen ist, sowie eine mindestens dreijährige einschlägige Berufspraxis, die der beruflichen Fortbildung zum Konstrukteur dienlich ist, oder
- eine mindestens siebenjährige Berufspraxis im Konstruktionsbereich oder in einem Metall-, Elektro- oder Holzberuf, die der beruflichen Fortbildung zum Konstrukteur dienlich ist.
- Zur Prüfung kann auch zugelassen werden, wer durch Vorlage von Zeugnissen oder auf andere Weise glaubhaft macht, dass er Kenntnisse, Fertigkeiten und Erfahrungen erworben hat, die die Zulassung zur Prüfung rechtfertigen.

Ingenieure und Techniker des entsprechenden Fachgebietes können ohne Prüfung selbständig als Konstrukteure arbeiten.

## Bedeutende Konstrukteure
Die meisten bedeutenden Konstrukteure waren Ingenieure.
- Walther Bauersfeld – Stern-Projektor und Planetariums-Kuppel
- Oskar Barnack – Fotokameras
- Carl Benz – Automobilpionier
- Hubert Cecil Booth – Staubsauger
- Tycho Brahe (Astronom) – astronomische Messgeräte
- Starling Burgess – Segelyachten, Flugzeuge
- Rudolf Diesel – Dieselmotor
- Gottlieb Daimler – Automobilpionier
- Gustave Eiffel – Eiffelturm
- William Fife III. – Segelyachten
- Henrich Focke – Flugzeuge, Hubschrauber
- Nathanael Herreshoff – Segelyachten
- Robert Hooke – Messgeräte, Chronometer
- Alfred Jensch – Spiegelteleskope und andere astronomische Instrumente
- Franz Kruckenberg – Schienenzeppelin
- Sergei Koroljow – Raketen, Raumschiffe
- Wilhelm Maybach – Automobilpionier
- Willy Messerschmitt – Flugzeuge
- Michail Mil – Hubschrauber
- Max Oertz – Segelyachten
- Nicolaus Otto – Ottomotor
- Ferdinand Porsche – Automobilpionier
- Johann Schütte – Luftschiffe
- John Isaac Thornycroft – Torpedoboot, Luftkissenfahrzeug
- Alexei Tupolew – Flugzeuge
- Olin Stephens – Segelyachten
- Leonardo da Vinci (Künstler) – Fluggeräte, Wehrtechnik
- Heinz Waaske – Fotokameras
- Ferdinand Graf von Zeppelin – Starrluftschiffe
- Felix Wankel – Wankelmotor
- Engelbert Zaschka – Hubschrauber, Motorräder und Automobile